# 天江增九
蛇夫座26，又名CD-2413002，HD 153363、SAO 184897、HR 6310，是蛇夫座的一颗恒星，视星等为5.75，位于銀經357.57，銀緯10.59，其B1900.0坐标为赤經16h 54m 1.9s，赤緯-24° 10.59′ 11″。